# Bundesstrasse 109
Bundesstrasse 109 är en förbundsväg i Tyskland. Vägen är 215 km lång och går genom förbundsländerna Berlin, Brandenburg och Mecklenburg-Vorpommern. Vägen börjar i Berlin och slutar i Greifswald.